# Пробабилизм
Пробабилизм (от лат. probabilis — вероятный) — вероятностный стиль мышления, характерный для развития современного научного познания. Пробабилистский подход противоположен детерминистическому подходу.

## Философия
Истоки пробабилизма относят к доктрине античных скептиков, которая утверждает, что в отсутствие определённости вероятность является лучшим критерием убеждения и действий. В особенности этой точки зрения придерживались скептики «Средней» и «Новой» академии (Аркесилай, Карнеад).
В современном употреблении термина пробабилизм противопоставляется традиционным представлениям о детерминистском характере глобальных законов природы. К пробабилизму в современном смысле относятся теории познания Б. Рассела, К. Поппера и других. Все теории в рамках пробабилизма являются формами фаллибилизма.

## Пробабилизм в теологии
В католической теологии пробабилизм — концепция, которая обосновывает способ морального суждения, когда в сомнительных случаях следует вероятное принять за достоверное, если оно полезно для церкви. Такую трактовку предложил испанский теолог Бартоломе де Медина (1527—1581), и она нашла сторонников среди иезуитов, например, Луис Молина. Против выступали, в частности, янсенисты, например, в Письмах к провинциалу Блеза Паскаля.